# Pedagogía Waldorf

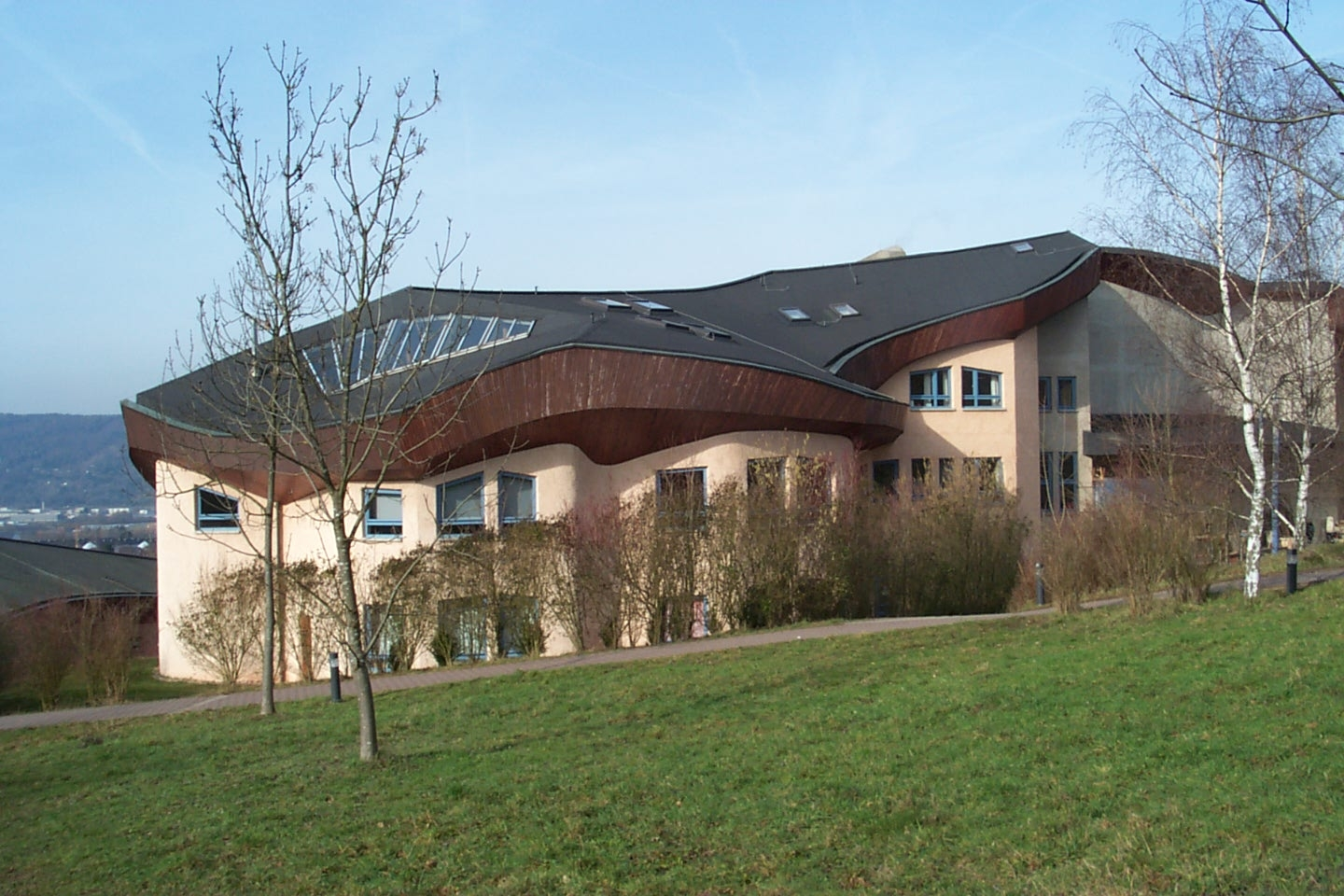
Escuela Waldorf en Alemania.

La pedagogía Waldorf es un sistema educativo originado en las concepciones del fundador de la antroposofía, el educador esoterista Rudolf Steiner. La primera escuela Waldorf se fundó en 1919 en Stuttgart, Alemania. 
Actualmente hay más de 1000 escuelas Waldorf independientes, unos 2000 jardines de infancia y 646 centros de educación especial, ubicados en 60 países, lo que constituye uno de los movimientos escolares independientes más grandes a nivel internacional. También hay varias escuelas públicas basadas en la pedagogía Waldorf, escuelas charter y academias, y entornos de educación en el hogar. Las escuelas basadas en la pedagogía Waldorf han sido criticadas por su acercamiento místico al conocimiento, por ser parte de un grupo religioso y por la falta de rigor académico. Además, se ha criticado su promoción de las pseudociencias y del pensamiento mágico. En un artículo académico publicado en 2011 se han identificado las escuelas Waldorf como un factor de riesgo de la reticencia a la vacunación.
La división de Steiner del desarrollo infantil en tres etapas principales se refleja en el enfoque de las escuelas hacia la educación de la primera infancia, que se centra en actividades prácticas y juegos creativos; de la educación primaria, que se centra en el desarrollo de la expresión artística y las capacidades sociales; y de la educación secundaria, que se centra en el desarrollo del razonamiento y la empatía. Las evaluaciones cualitativas del trabajo de los estudiantes se integran en la vida diaria del aula, las pruebas cuantitativas desempeñan un papel mínimo en la educación primaria y las pruebas estandarizadas generalmente se limitan a las requeridas para ingresar a la universidad. Los profesores y las escuelas individuales tienen una gran autonomía para determinar el contenido curricular, la metodología de enseñanza y la organización de autoridades.

## Orígenes

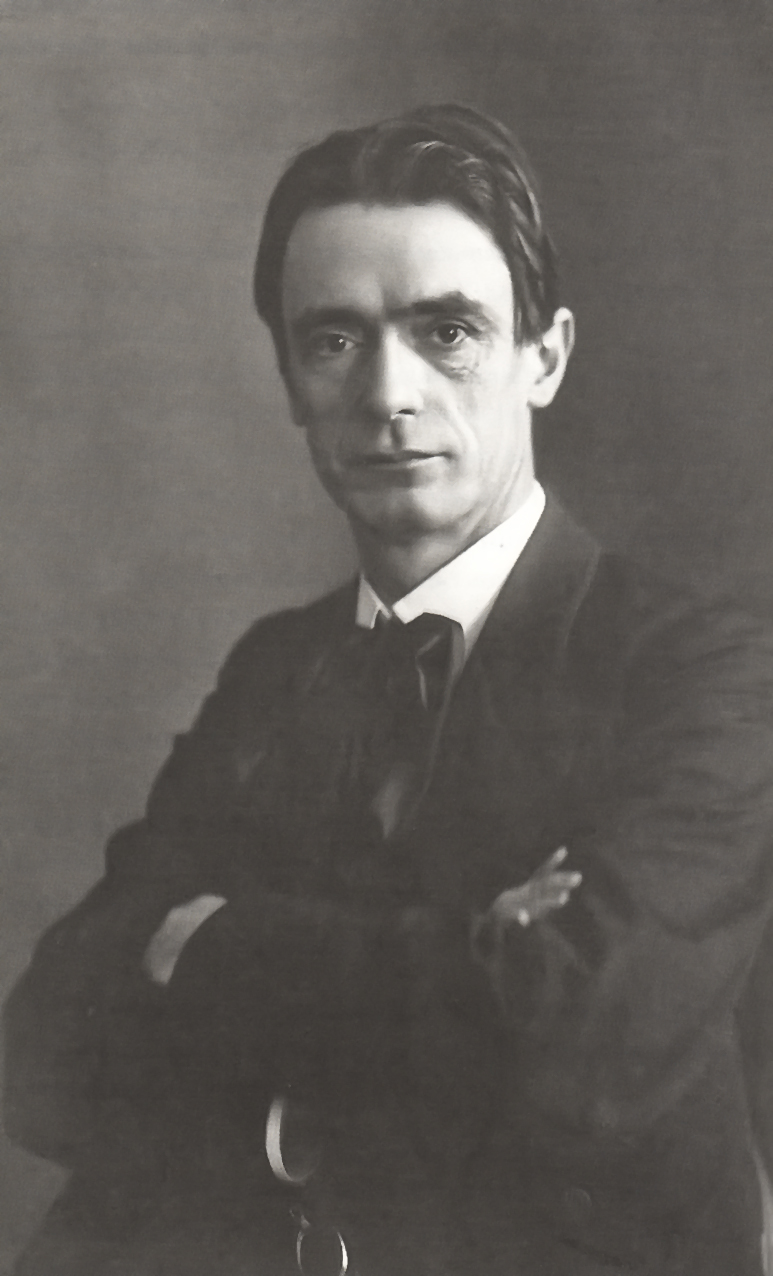
Rudolf Steiner.

La primera escuela basada en las ideas de Steiner se abrió en 1919 en respuesta a una solicitud de Emil Molt, el propietario y director general de Waldorf-Astoria-Zigarettenfabrik —fábrica de cigarrillos Waldorf-Astoria—, en Stuttgart, Alemania, para educar a los hijos de los empleados de la fábrica. Éste es el origen del nombre «Waldorf», que es hoy una marca registrada en algunos países, en asociación con el método. La escuela de Stuttgart creció rápidamente y con el tiempo, la mayoría de los alumnos eran hijos de familias que no estaban relacionadas directamente con la empresa. La escuela mixta fue la primera escuela integral en Alemania, educando a niños de clases sociales y habilidades diversas.
La educación Waldorf se hizo más ampliamente conocida en Gran Bretaña en 1922 a través de las conferencias que Steiner dio sobre educación en una conferencia en la Universidad de Oxford. La primera escuela en Inglaterra, ahora la escuela Michael Hall, fue fundada en 1925; el primero en los Estados Unidos, el Rudolf Steiner School en la ciudad de Nueva York, en 1928. En la década de 1930, numerosas escuelas inspiradas en la escuela original o en sus principios pedagógicos se habían abierto en Alemania, Suiza, los Países Bajos, Noruega, Austria, Hungría, Estados Unidos y el Reino Unido. La interferencia política del régimen nazi limitó y finalmente cerró la mayoría de las escuelas Waldorf en Europa, con la excepción de las escuelas británica, suiza y neerlandesa. Las escuelas afectadas fueron reabiertas después de la Segunda Guerra Mundial, aunque los que se encontraban en áreas dominadas por los soviéticos fueron cerrados nuevamente unos años más tarde por los regímenes comunistas.
En América del Norte, el número de escuelas Waldorf aumentó de nueve en los Estados Unidos  y una en Canadá en 1967 a alrededor de 200 en los Estados Unidos y más de 20 en Canadá hoy. Actualmente hay 29 escuelas Steiner en el Reino Unido y 3 en la República de Irlanda.
Después de la disolución de la Unión Soviética, las escuelas Waldorf comenzaron a proliferar en Europa Central y Oriental. Más recientemente, se abrieron muchas escuelas en Asia, especialmente en China. Actualmente hay más de 1,000 escuelas Waldorf independientes en todo el mundo.

## Concepción del desarrollo infantil
La estructura de la educación Waldorf sigue la teoría de Steiner sobre el desarrollo del niño, que divide la infancia en tres etapas de desarrollo,  y describe las estrategias de aprendizaje apropiadas para cada etapa. Las ideas educativas de Steiner se basan en la enseñanza y aprendizaje diferenciadas por fases genéticas, una vez que se han formado las habilidades del niño y en el despliegue del conocimiento cultural; en una el postulado de un "todo" programa educativo que abarque la cabeza, el corazón y las manos, y en una organización heterogénea durante todo el sistema escolar y también en las clases. De este modo siguen  las teorías educativas  del "sentido común", desarrolladas desde Comenius y Pestalozzi.
El propósito declarado de este enfoque es el de despertar los aspectos "físicos, conductuales, emocionales, cognitivos, sociales y espirituales" de cada individuo, así como fomentar el pensamiento creativo y analítico. Una revisión realizada en 2005 encuentra buenos resultados en el desarrollo de las capacidades creativas y sociales  de los alumnos Waldorf, pero advierte de diversas limitaciones, como la escala demasiado pequeña de los estudios y la diversidad cultural, y señala la escasez de estudios sobre las propias escuelas Waldorf que dificultan la comparación sistemática.

"¿Dónde está el libro en el que el maestro puede leer sobre lo que es la enseñanza? Los niños mismos son este libro. No debemos aprender a enseñar ningún otro libro más que aquél que yace abierto ante nosotros y consiste en los propios niños."
Rudolf Steiner, Los valores humanos en la educación

### Educación inicial: preescolar y jardín de infancia (hasta los 6-7 años de edad)
La teoría pedagógica Waldorf considera que, durante los primeros años de vida, los niños aprenden mejor mediante la imitación inconsciente de actividades prácticas. Por lo tanto, el currículo de la primera infancia se centra en la educación por la experiencia, lo que permite que los niños aprendan con el ejemplo y el juego imaginativo. El objetivo general del plan de estudios es "impregnar al niño con la sensación de que el mundo es bueno".

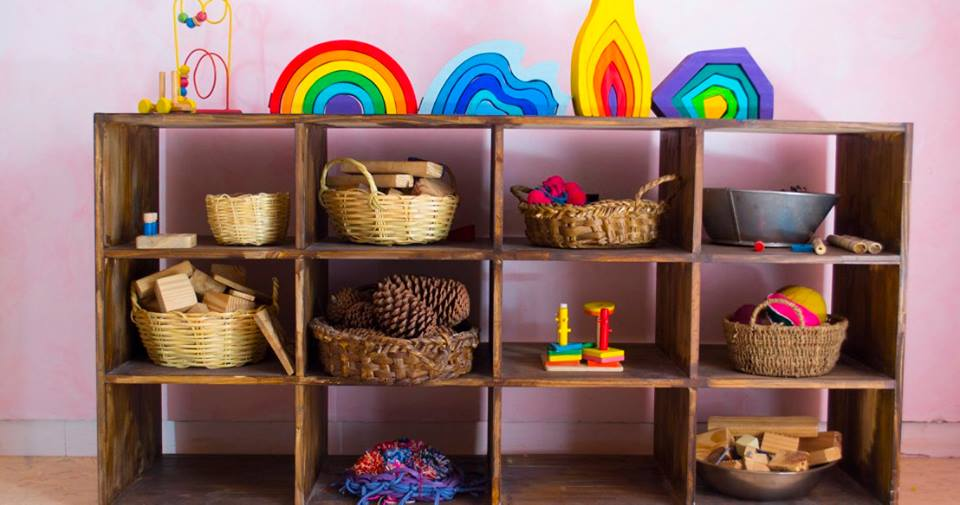
Juguetes de madera y materiales naturales

La rutina diaria incluye juego libre, trabajo artístico (por ejemplo, dibujo, pintura o modelado), rondas (canciones, juegos e historias) y tareas prácticas (por ejemplo jardinería, cocina y limpieza), con variaciones rítmicas. Los períodos de recreo al aire libre se alternan con las actividades en el interior del espacio educativo. El salón de clases pretende parecerse a un hogar, con herramientas y juguetes sencillos fabricados con materiales naturales que se prestan al juego imaginativo. El uso de materiales naturales ha sido ampliamente elogiado por numerosos autores por cubrir las necesidades estéticas de los niños, alentando su imaginación y reforzando su identificación con la naturaleza. aunque en ciertas revisiones también se evalúa si la preferencia por lo natural, por los materiales no manufacturados, incluye "una reacción contra los aspectos deshumanizantes de la industrialización del siglo XIX" en lugar de una "evaluación razonada de las necesidades de los niños del siglo XXI".
Los programas de preescolar y jardín de infantes generalmente incluyen festivales estacionales tomados de una variedad de tradiciones, con atención puesta en las tradiciones locales de la comunidad en la que se desenvuelven. Las escuelas Waldorf en el Hemisferio Occidental tradicionalmente han celebrado festivales cristianos, aunque muchas escuelas norteamericanas también incluyen festivales judíos.

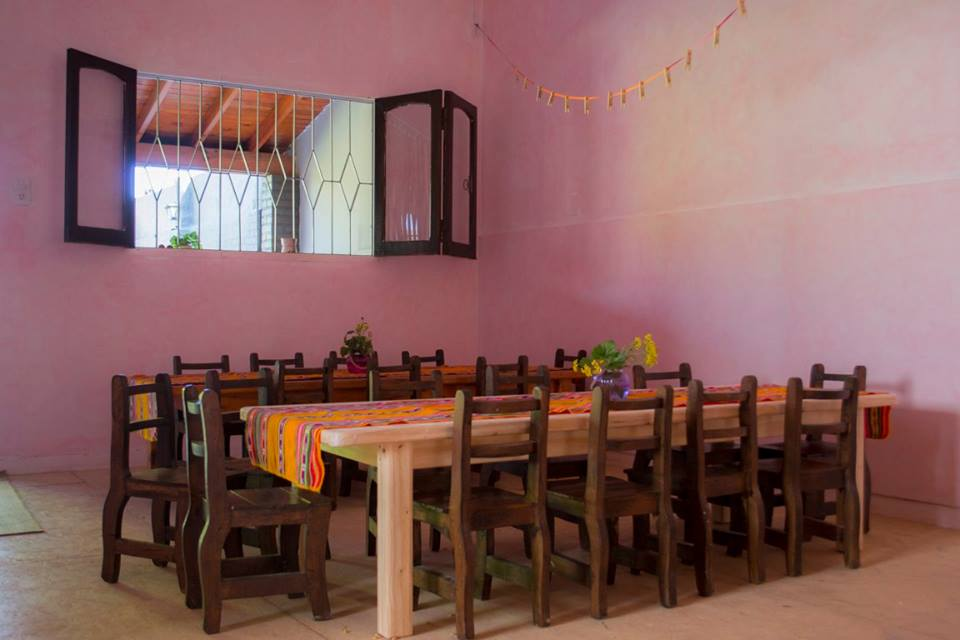
Mesas de trabajo en jardín de infantes Waldorf

El jardín de infantes Waldorf y los grados más bajos de la enseñanza primaria generalmente desalientan el uso de los medios electrónicos por parte de los alumnos, como la televisión y las computadoras. Hay varias razones para esto: los educadores Waldorf creen que el uso de estos aparatos genera un conflicto con las necesidades de desarrollo de los niños pequeños, ya que su uso implica inactividad física y los contenidos pueden ser inapropiados o indeseables y obstaculizar la imaginación.

### Educación primaria: desde 6-7 años hasta los 12-14 años
Los pedagogos Waldorf consideran que la preparación para el aprendizaje formal depende de una mayor independencia de carácter, temperamento, hábitos, habilidades motrices y desarrollo de capacidades intelectuales, como la memoria y la abstracción. La instrucción formal en la lectura, la escritura y otras disciplinas académicas no se introducen hasta que los estudiantes ingresan a la escuela primaria, cuando los alumnos tienen alrededor de siete años de edad. Steiner creía que involucrar a niños pequeños en actividades intelectuales abstractas demasiado temprano podría afectar negativamente su crecimiento y desarrollo.
Las escuelas primarias Waldorf enfatizan el cultivo de la vida emocional y la imaginación de los niños. Para que los estudiantes puedan conectarse más profundamente con el tema, la instrucción académica se acompaña fuertemente de trabajo artístico que incluye narración de cuentos, artes visuales, drama, movimiento, música vocal e instrumental y manualidades. El plan de estudios básico incluye historia, geografía, álgebra, geometría, biología, física, química, lenguas y también materias como geología, mineralogía, astronomía, nutrición, artes del lenguaje y mitología. El día escolar generalmente comienza con una lección académica o "lección principal" de una hora y media a dos horas, que orientada cognitivamente a un tema único, durante el transcurso de aproximadamente 3 semanas. Esta clase generalmente comienza con actividades introductorias que pueden incluir canto, música instrumental o recitaciones de poesía, incluyendo a veces un versículo escrito por Steiner para el comienzo de un día escolar.
La tarea de los educadores de primaria es representar a nivel personal un modelo a seguir que los niños naturalmente quieran imitar, obteniendo autoridad a través del fomento de la relación con el niño y de "nutrir la curiosidad, la imaginación y la creatividad". El objetivo de esta segunda etapa es "impregnar a los niños de la sensación de que el mundo es hermoso". No se suelen utilizar libros de texto estandarizados, sino más bien son los niños quienes van plasmando en sus cuadernos los conocimientos adquiridos, generando cada uno su material de estudio personal.
La educación primaria Waldorf permite variaciones individuales en el ritmo de aprendizaje, con base en la expectativa de que un niño captará un concepto o logrará una habilidad cuando esté listo. La cooperación tiene prioridad sobre la competencia. Este enfoque también se extiende a la educación física: los deportes competitivos en equipo se introducen en los grados superiores.
Cada clase (grupo de niños) normalmente permanece junta como una cohorte a lo largo de sus años, desarrollándose como un grupo social cuasi-familiar cuyos miembros se conocen entre sí con bastante profundidad. En los años de primaria, un maestro central enseña las materias académicas principales. Un rol central de este maestro de clase es proporcionar modelos de apoyo a través del ejemplo personal y de historias provenientes de una variedad de culturas, educando y ejerciendo una autoridad amorosa y creativa. Normalmente se espera que los profesores de la clase enseñen a un grupo de niños durante varios años, una práctica conocida como bucle. El objetivo tradicional era que el docente permaneciera en una clase durante los 7 u 8 años del ciclo "escuela inferior", pero en los últimos años la duración de estos ciclos se ha tratado cada vez más de manera flexible. Ya en primer grado, los maestros especializados enseñan muchas de las materias, incluida la música, la artesanía, el movimiento y dos lenguas extranjeras de familias lingüísticas complementarias (en países de habla española a menudo en inglés o alemán y en francés); estas materias siguen siendo fundamentales para el plan de estudios a lo largo de los años de la escuela primaria.
Mientras que los profesores de la clase desempeñan un papel valioso como mentores personales, estableciendo "relaciones duraderas con los alumnos", especialmente en los primeros años, ciertos investigadores critican esta modalidad. Observando que existe el peligro de que cualquier figura de autoridad límite el entusiasmo de los estudiantes por la investigación y la afirmación de autonomía, Ullrich enfatizó la necesidad de que los docentes estimulen el pensamiento independiente y la discusión explicativa en estos años, lo cual se puede compensar con el accionar de los maestros de las materias especiales. En este sentido, hay buenos resultados en una serie de escuelas donde el maestro de clase acompaña a la clase durante seis años, después de lo cual los maestros especialistas desempeñan un papel significativamente mayor.

### Educación secundaria: de 12-14 años en adelante
En la mayoría de las escuelas Waldorf, los alumnos ingresan a la educación secundaria cuando tienen cerca de catorce años. Esto puede variar dependiendo de los países y la modalidad adoptada por cada escuela. La educación secundaria es brindada por maestros especialistas para cada materia. La currícula se centra mucho más en las materias académicas, aunque los estudiantes normalmente siguen tomando cursos de arte, música y artesanía. El plan de estudios está estructurado para fomentar la comprensión intelectual de los alumnos, el juicio independiente y los ideales éticos, así como también la responsabilidad social, con el objetivo de desarrollar la capacidad del pensamiento abstracto y el juicio conceptual.
En la tercera etapa de desarrollo (a partir de los 14 años), los niños de los programas Waldorf deben aprender a través de su propio pensamiento y juicio. A los estudiantes se les pide que comprendan material abstracto y se espera que tengan suficiente fundamento y madurez para formar conclusiones usando su propio juicio.  La intención de esta tercera etapa es "imbuir a los niños de la sensación de que el mundo es verdadero".
Los objetivos generales son proporcionar a los jóvenes las bases para convertirse en personas libres, moralmente responsables, e integradas, con el objetivo de ayudar a los jóvenes a "salir a la calle" como seres libres, independientes y creativos ". No se han publicado estudios independientes sobre si la educación Waldorf logra o no este objetivo.

### Temperamentos
Steiner consideró que el desarrollo cognitivo, emocional y conductual de los niños está interrelacionado. Los docentes de las escuelas Waldorf suelen considerar las características integrales de sus estudiantes y no enfocarse puntualmente sólo en las habilidades académicas. En cambio, utilizan la idea que Steiner adaptó de los cuatro temperamentos clásicos: melancólico, sanguíneo, flemático y colérico, para uso pedagógico en los años de primaria. Steiner indicó que la enseñanza debe ser diferenciada y tener en cuenta las diferentes necesidades que estos tipos psicofísicos representan. Por ejemplo, "los coléricos toman riesgos, los flemáticos se toman las cosas con calma, los melancólicos son sensibles o introvertidos, y los sanguíneos toman las cosas a la ligera". Hoy los maestros Waldorf pueden trabajar con la noción de temperamentos para diferenciar el trabajo en el aula con cada niño. El orden en el cual se sientan los niños y las actividades de clase pueden planificarse teniendo en cuenta el temperamento de los estudiantes, pero esto a menudo no es evidente para los observadores externos. Steiner también creía que los maestros deben considerar su propio temperamento y estar preparados para trabajar positivamente en el aula, que el temperamento es emergente en los niños, y que la mayoría de las personas expresa una combinación de temperamentos en lugar de un solo tipo.

## Teoría y práctica educativa
La base filosófica del enfoque Waldorf, la antroposofía, apunta a los objetivos pedagógicos primarios de estas escuelas: proporcionar una educación que permita a los niños convertirse en seres humanos libres, y ayudar a los niños a encarnar su "identidad espiritual en desarrollo", llevada de la existencia espiritual precedente, como seres de cuerpo, alma y espíritu en esta vida. El investigador educativo Martin Ashley sugiere que este último rol sería problemático para los maestros seculares y los padres en las escuelas estatales, y el compromiso con un trasfondo espiritual tanto del niño como de la educación ha sido problemático para algunos comprometidos con una perspectiva secular.
Si bien la antroposofía respalda el diseño curricular, el enfoque pedagógico y la estructura organizacional, explícitamente no se enseña dentro del currículo escolar y los estudios han demostrado que los alumnos Waldorf tienen poca conciencia de ello. Las tensiones pueden surgir dentro de la comunidad Waldorf entre el compromiso con las intenciones originales de Steiner, que a veces ha actuado como un ancla valiosa contra las diferentes modas educativas, y la apertura a nuevas direcciones en la educación, como la incorporación de nuevas tecnologías o métodos modernos de rendición de cuentas y evaluación.
Las escuelas Waldorf frecuentemente tienen una arquitectura llamativa, empleando paredes que se juntan en ángulos variados (no solo perpendicularmente) para lograr una sensación más fluida, menos encerrada en el espacio. Las paredes a menudo se pintan en colores sutiles, a menudo con una técnica de lazure, e incluyen superficies texturizadas.

### Evaluación
Las escuelas Waldorf principalmente evalúan a los estudiantes a través de informes sobre el progreso académico individual y el desarrollo personal. El énfasis está en el proceso de aprendizaje y en una caracterización a través de una descripción cualitativa. El progreso de los alumnos se evalúa principalmente a través del trabajo en bloques académicos y la discusión sobre el este progreso que realizan los docente en sus reuniones semanales. Las pruebas estandarizadas son raras durante la primaria, se vuelven más frecuentes en la secundaria para entrenar a los alumnos al régimen de evaluación universitario. Se promueve que el alumno, más que competir con sus compañeros, trabaje en la autosuperación ya que es él mismo la referencia con la cual medir su desempeño. Las calificaciones en letra generalmente no se otorgan hasta que los estudiantes ingresan a la escuela secundaria, ya que el énfasis educativo está en el desarrollo holístico de los niños y no sólo en su progreso académico.

### Plan de estudios (Currículum)
Aunque las escuelas Waldorf son instituciones autónomas que no están obligadas a seguir un plan de estudios prescrito (más allá de las requeridas por los gobiernos locales), existen pautas ampliamente acordadas para el plan de estudios Waldorf, respaldadas por los principios comunes de las escuelas. Las escuelas ofrecen un amplio plan de estudios "que se rige por una estrecha observación y registro de qué contenido motiva a los niños a diferentes edades" y que incluye, por ejemplo, los contenidos de planes de estudio de algunos países europeos, como Inglaterra, Gales e Irlanda del Norte.
Las materias académicas principales se presentan a través de bloques de lecciones matutinas de hasta dos horas que duran varias semanas. Estos bloques de lecciones se integran horizontalmente en cada nivel de grado de modo que el tema del bloque será incluido en muchas de las actividades del aula, y se integran verticalmente de modo que cada tema será revisado a lo largo de los diferentes años con una complejidad creciente a medida que los estudiantes desarrollen sus habilidades, capacidades de razonamiento y el sentido individual de sí mismos. Esto ha sido descrito como un currículum en espiral.

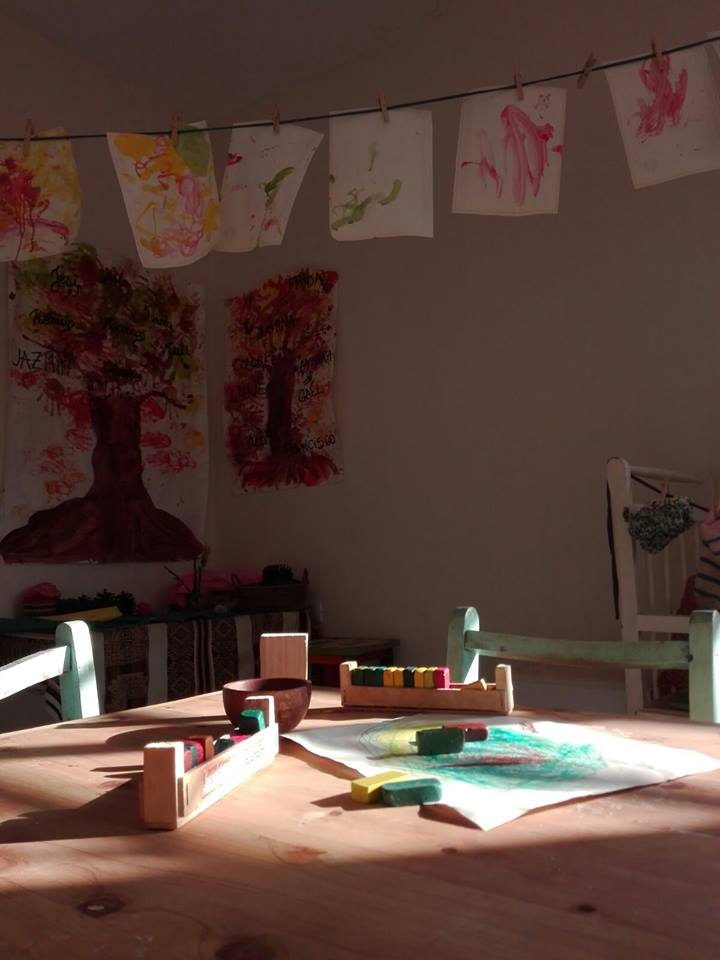
Dibujos con ceras naturales y acuarelas en jardín de infantes Waldorf

Muchos temas y habilidades que no se consideran partes centrales de las escuelas convencionales, como el arte, la música, la jardinería y la mitología, son fundamentales para la educación Waldorf. Los estudiantes aprenden una variedad de artes finas y prácticas. Los estudiantes de primaria pintan, dibujan, esculpen, trenzan, tejen y hacen croché. Los estudiantes mayores se basan en estas experiencias y aprenden nuevas habilidades, como la confección de patrones y la costura, tallado en madera y piedra, trabajos en metal, encuadernación de libros, y fabricación de muñecas o marionetas. La instrucción en bellas artes incluye dibujo de formas, bocetos, esculpidos, dibujo en perspectiva y otras técnicas.
La instrucción musical comienza con el canto en la primera infancia y la instrucción coral sigue siendo un componente importante hasta el final de la escuela secundaria. Por lo general, los alumnos aprenden a tocar flautas pentatónicas, flautas dulces y/o liras en los primeros grados de primaria. Alrededor de los 9 años, se introducen las flautas diatónicas y los instrumentos de orquesta.
Ciertos temas son en gran parte exclusivos de las escuelas Waldorf. El más significativo es la Euritmia, un arte de movimiento que generalmente acompaña a los textos o la música, que incluye elementos de teatro y danza, y está diseñado para proporcionar a los individuos y a las clases un "sentido de integración y armonía". Aunque también se imparten en otros contextos educativos, la cocina, la agricultura y la educación ambiental y al aire libre se han incorporado durante mucho tiempo al plan de estudios Waldorf. Otras diferencias incluyen: juegos no competitivos y juego libre en los años más jóvenes en comparación con la instrucción de atletismo; instrucción en dos idiomas extranjeros desde el comienzo de la escuela primaria; y un enfoque experiencial-fenomenológico de la ciencia por el cual los estudiantes observan y representan conceptos científicos en sus propias palabras y dibujos en lugar de encontrar las ideas primero a través de un libro de texto.
El plan de estudios Waldorf siempre ha incorporado la teoría de las inteligencias múltiples de forma pionera.

### Ciencia
Las escuelas Waldorf cultivan un enfoque fenomenológico de la educación científica, es decir, usan una metodología ejemplar de aprendizaje basado en la investigación con el objetivo de "fortalecer el interés y la capacidad de observar". Su objetivo es cultivar el sentido de "significado de integridad de la naturaleza, una totalidad de la cual el ser humano no está separado o alienado" mientras se logran conceptos científicos precisos. Las mediciones empíricas, que incluyen varios estudios PISA, han demostrado que los estudiantes de escuelas Waldorf están más motivados para estudiar ciencias y lograr una comprensión significativamente mejor que la lograda por los estudiantes en escuelas estatales comparables
Un estudio del curriculum de ciencias comparó un grupo de estudiantes de escuelas Waldorf estadounidenses con estudiantes de escuelas públicas estadounidenses en tres variables de prueba diferentes. Dos exámenes midieron el razonamiento lógico verbal y no verbal y el tercero fue un examen internacional TIMSS. La prueba TIMSS cubrió la comprensión científica del magnetismo. Los investigadores encontraron que los estudiantes de Waldorf obtuvieron calificaciones más altas que los estudiantes de escuelas públicas y el promedio nacional en el TIMSS, mientras que obtuvieron el mismo puntaje que los estudiantes de escuelas públicas en las pruebas de razonamiento lógico. Sin embargo, cuando las pruebas de razonamiento lógico midieron la comprensión de los estudiantes de las relaciones de parte a todo, los estudiantes de escuelas Waldorf también superaron a los estudiantes de las escuelas públicas. Los autores del estudio notaron el entusiasmo de los estudiantes de Waldorf por la ciencia, pero consideraron que el currículo de ciencias era "algo desactualizado y obsoleto, y también incluía algún material científico dudoso", lo cual sugiere un tema a mejorar en el curriculum científico. Los investigadores en educación Phillip y Glenys Woods, que revisaron este estudio, criticaron la participación de los autores en un "conflicto no resuelto": que es posible que una ciencia supuestamente inexacta conduzca a una mejor comprensión científica demostrable.

### Tecnología
Las escuelas Waldorf soslayan el uso de la tecnología en las aulas hasta el inicio de la adolescencia, en coherencia con su hipótesis de que un uso temprano perjudica el aprendizaje.

### Espiritualidad
La educación Waldorf tiene como objetivo educar a los niños sobre una amplia gama de tradiciones religiosas sin favorecer a ninguna de ellas. Uno de los objetivos principales de Steiner era establecer un entorno espiritual, no confesional, para niños de todos los orígenes que reconozca el valor de los modelos de roles extraídos de una amplia gama de tradiciones literarias e históricas en el desarrollo de la fantasía y la imaginación moral del niño. De hecho, para Steiner, la educación es una actividad que fomenta la conexión del ser humano con lo divino y, por lo tanto, es inherentemente religiosa.
Las escuelas Waldorf fueron históricamente "cristianas y orientadas teísticamente"; a medida que se expanden en diferentes contextos culturales, se adaptan a "una espiritualidad verdaderamente pluralista". Las teorías y prácticas Waldorf a menudo se modifican a partir de sus raíces en creencias europeas y cristianas para cumplir con las tradiciones históricas y culturales de la comunidad local. Ejemplos de tal adaptación incluyen las escuelas Waldorf en Palestina y Japón, que celebran festivales de estas culturas, y clases en la escuela Milwaukee Urban Waldorfschool, que han adoptado las tradiciones afroamericanas y de nativos americanos. Tales festivales, así como las asambleas en general, que juegan un papel importante en las escuelas Waldorf, generalmente se centran en los distintos cursos que presentan su trabajo.
Las clases de religión, universalmente ausentes de las escuelas Waldorf estadounidenses, son obligatorias en algunos estados federales alemanes, por lo que en las escuelas Waldorf cada denominación religiosa ofrece sus propios maestros para las clases, y también se ofrece una clase de religión no confesional. En el Reino Unido, las escuelas Waldorf públicas no están clasificadas como "escuelas de fe".
Tom Stehlik coloca la educación Waldorf en una tradición humanista, y contrasta el enfoque filosóficamente fundamentado Waldorf con el utilizado en los sistemas de educación secular estatal (cuyo enfoque es de "valor neutral").

## Historia
La pedagogía Waldorf tiene sus raíces en las creencias del filósofo austriaco, erudito literario, educador, artista, autor teatral, pensador social y ocultista austríaco Rudolf Steiner (1861-1925), fundador de la corriente llamada “antroposofía”. Steiner carecía de  experiencia o formación docente de cualquier tipo, de manera que basó sus principios de su pedagogía en trances místicos (véase Rudolph Steiner y la Ciencia Espiritual). Según él mismo, durante esos trances consultaba una especie de biblioteca mística universal esotérica de la sabiduría que llamaba “registro akáshico” que, también según sus palabras, estaba "escrito en el éter”.
Los fundamentos de la pedagogía Waldorf se reducen a la creencia mística de Steiner, de que el ser humano es una individualidad de espíritu, alma, y cuerpo, cuyas capacidades se despliegan en tres etapas de desarrollo de siete años cada una (septenios) desde el nacimiento hacia la madurez: la primera de ellas, de los 0 a los 7 años, la segunda de los 7 a los 14 años, y finalmente, de los 14 a los 21. El primer septenio estaría basado en la imitación natural como medio de aprendizaje, el segundo, a través de la imaginación y el arte, el tercero en la búsqueda de la verdad y lo real. La doctrina Waldorf, por tanto, pone en valor la primera etapa como única en la vida del niño, al estar éste imbuido en el mundo espiritual a la vez que el terrenal, por lo que poseerían la capacidad de leer directamente del registro akáshico mencionado anteriormente. Es por todo esto que una intromisión de los profesores con enseñanzas prácticas o realistas no está aconsejada.
El impulso económico necesario para transformar estas ideas sin fundamento pedagógico ni psicológico en un centro físico de enseñanza infantil ocurrió cuando un empresario adinerado llamado Emil Molt, propietario de la fábrica de cigarrillos Waldorf-Astoria-Zigarettenfabrik, en Stuttgart, abrazó las creencias de la corriente antroposófica; en 1919 solicitó a Rudolf Steiner que crease una escuela para los hijos de sus obreros. Rudolf Steiner adaptó sus creencias místicas en un sistema educativo a su medida y fundó la escuela. Ella fue el núcleo a partir del cual, y gracias al apoyo económico de su mecenas, logró difundir sus creencias a través de nuevos fieles adeptos a su visión. Pronto comenzaron a surgir escuelas Waldorf en Alemania y luego el movimiento de escuelas Waldorf se extendió por el resto de Europa y el mundo.

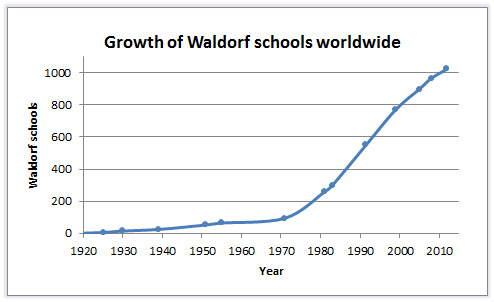
Crecimiento en el número de escuelas Waldorf en el mundo

En una serie de charlas, Steiner habló a los trabajadores, padres de los alumnos, sobre la necesidad de una renovación social, una nueva forma de organizar la sociedad, su vida política, cultural y económica. Era su propuesta de la llamada Tripartición o Triformación social. En el marco de una Alemania derrotada en la Primera Guerra Mundial, que no lograba asentar un sistema político o económico estable, sus creencias teñidas de cambio y mejoría social tuvieron resonancia. 
Durante el régimen Nazi las escuelas Waldorf fueron forzadas a adherirse a los principios del nacionalsocialismo, ante lo que algunas decidieron cerrar. Volvieron a abrirse después de la Segunda Guerra Mundial. Finalmente, el crecimiento en el número de escuelas Waldorf se ha mantenido desde los años 70, siendo la mayoría de éstas posteriores a 1990. Es por ello que la moderna popularidad de la pedagogía Waldorf ha sido asociada al auge del movimiento espiritual New Age.

## Relación con estados y gobiernos
El exdirector de la Organización Cultural Científica y Educativa de la Naciones Unidas, Federico Mayor Zaragoza simpatizaba con la pedagogía Waldorf, según se desprende de sus declaraciones: "los ideales y principios éticos (del movimiento de escuelas Waldorf) corresponden con los de la UNESCO".[cita requerida]
En el Reino Unido, las escuelas Waldorf reciben una exención por parte del Departamento de Educación sobre el requisito de enseñar Tecnologías de Información y Comunicación (TIC) como parte de la educación inicial (de 3 a 5 años). Los investigadores en educación John Siraj-Blatchford y David Whitebread elogiaron al Departamento de Educación británico por hacer esta excepción, destacando el énfasis de la educación Waldorf en la simplicidad de los recursos y la forma en que la educación cultiva la imaginación.

## Controversia
La pedagogía Waldorf, al estar basada en una pseudociencia  ha recibido múltiples críticas por parte de los ámbitos científicos, pedagógicos y sociales, en especial de aquellos quienes han estudiado o trabajado en instituciones educativas basadas en este método al que se acusa principalmente de sectario por medio del adoctrinamiento. 